# Kotlový štít
Kotlový štít je jeden z vrcholů v mohutné rozsoše Gerlachu. Při pohledu zdola, přímo z jihu, často zakrývá nebo zdánlivě převyšuje nejvyšší slovenský vrchol a bývá za něj omylem považován. Je méně navštěvovaný, při výstupu na Gerlach přes Velickou próbu se obvykle obchází traverzem přes Dromedárov chrbát.
Jméno dostal podle Gerlachovského kotle, mohutného bezodtokové zahloubení v jižní části masivu. Německá verze "Kesselspitze" se kdysi vztahovala na celý masiv.

## Topografie
Ve směru k nejvyššímu vrcholu Tater ho od Gerlachovského zubu dělí Štěrbina za Kotlovým štítem. Leží v uzlovém bodě, kde se sbíhají další dva hřebeny, uzavírající shora Gerlachovský kotel: Dromedárov chrbát a hřeben Kotlový štít - Lavínová lávka - Čertova veža - tři Čertovy zuby - Kvetnicová veža - Kvetnicové hrby. Na západě spadá stěnou do Batizovské, na východě do Velické doliny.

## Nejdůležitější horolezecké výstupy
- 1834 První turistický výstup na štít Ján Still, M. Urban Spitzkopf, J. Gellhof a dva lovci kamzíků, přes Gerlachovský kotel a Štěrbinu pod Kotlovým štítem, v rámci prvního výstupu na Gerlach, I. Cesta historického významu, ale nepraktická.
- 1899 Prvovýstup Krčmarovým žlabem[1] Ludwig Darmstädter, A. Otto a vůdce Hans Stabeler, skála III a sníh 45 stupňů
- 1934 Prvovýstup (dříve prvosestup) do Gerlachovského kotle J. Gnojek a J. Sawicki, II-III.
- 1947 Prvovýstup (opět prvosestup) z Lavínové lávky do kotle, Július Andráši ml., F. Klus a Arno Puškáš, II-III.

## Galerie

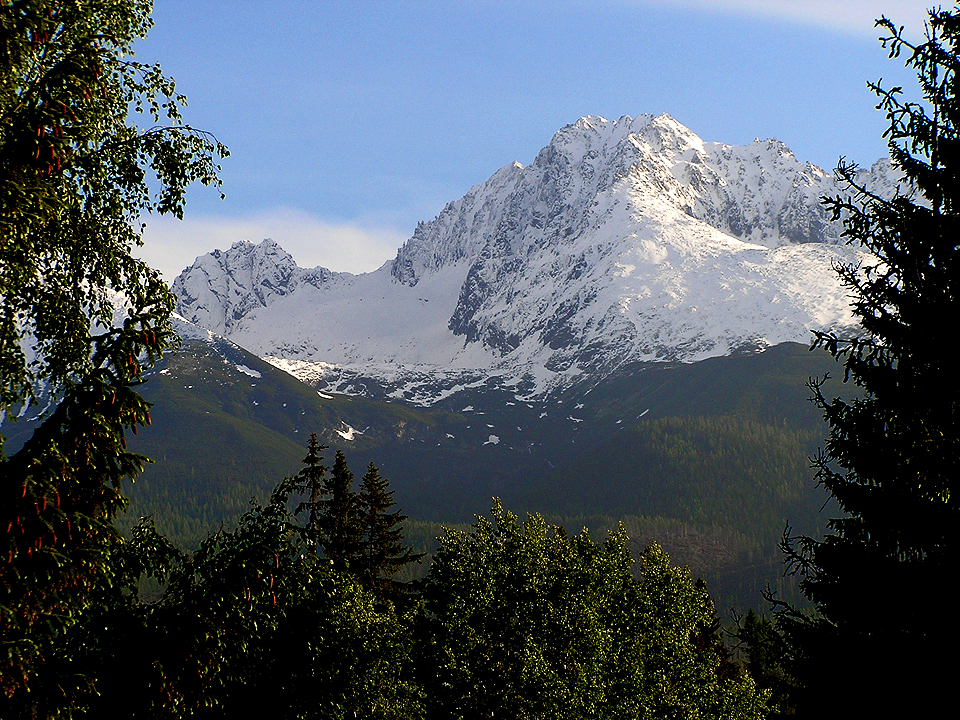
Nejvíce osvětlený Kotlový štít, pod ním zasněžený Dromedárov chrbát, vpravo Čertova veža, úplně vlevo Batizovský štít.
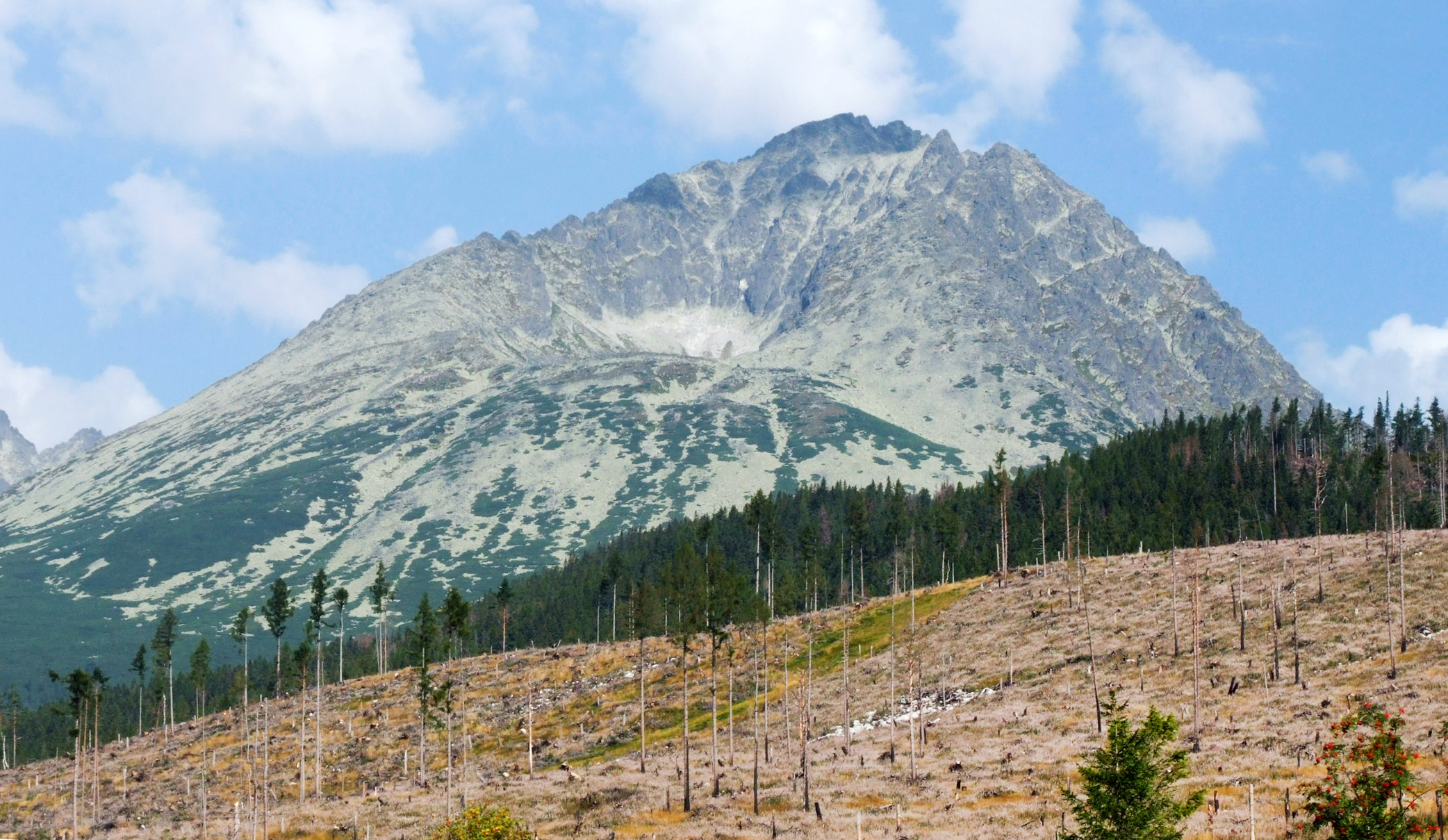
Kotlový štít nad Gerlachovským kotlem.
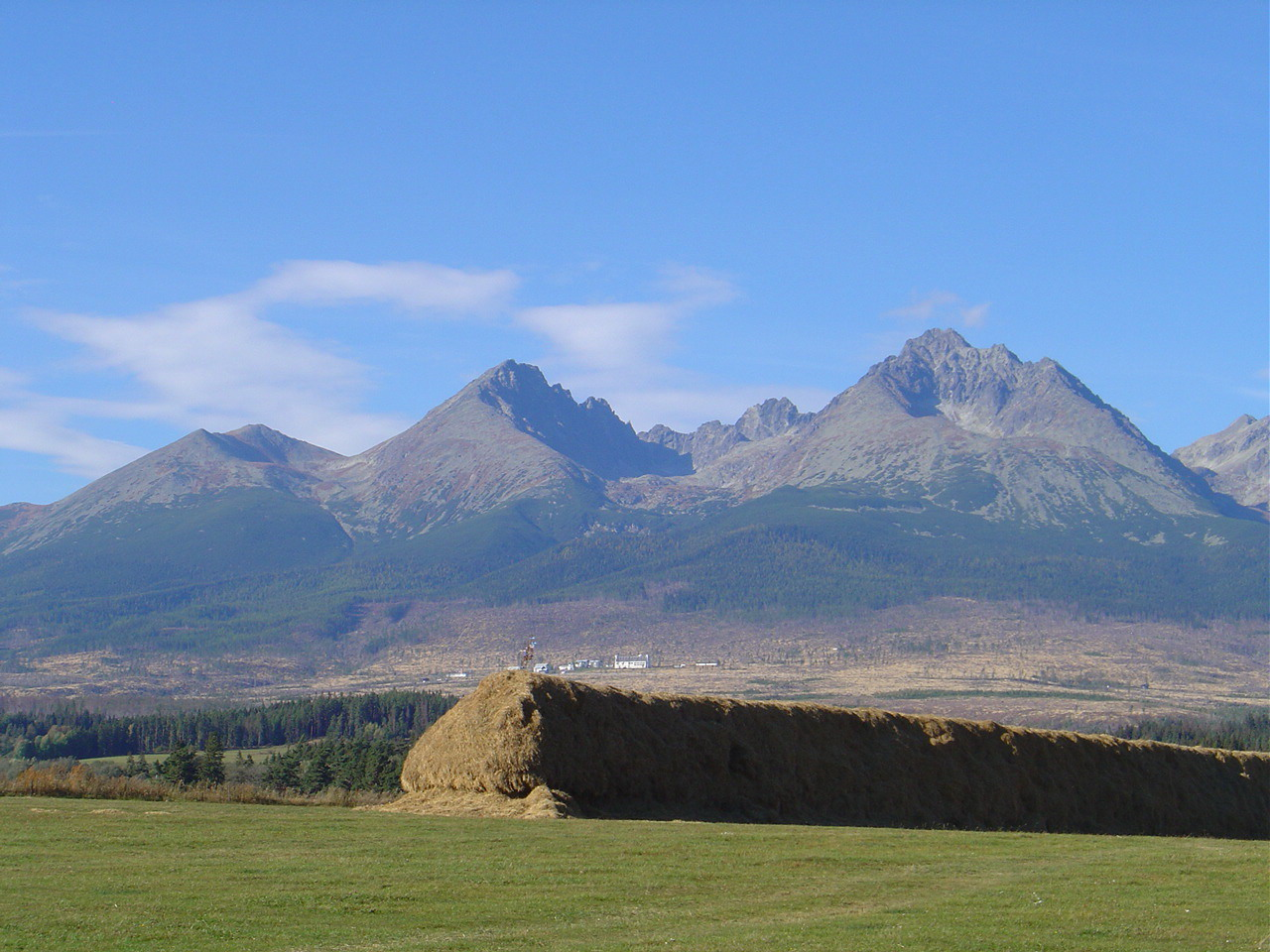
Zleva Tupá, Končistá a Kotlový štít / Gerlach s kotlem.
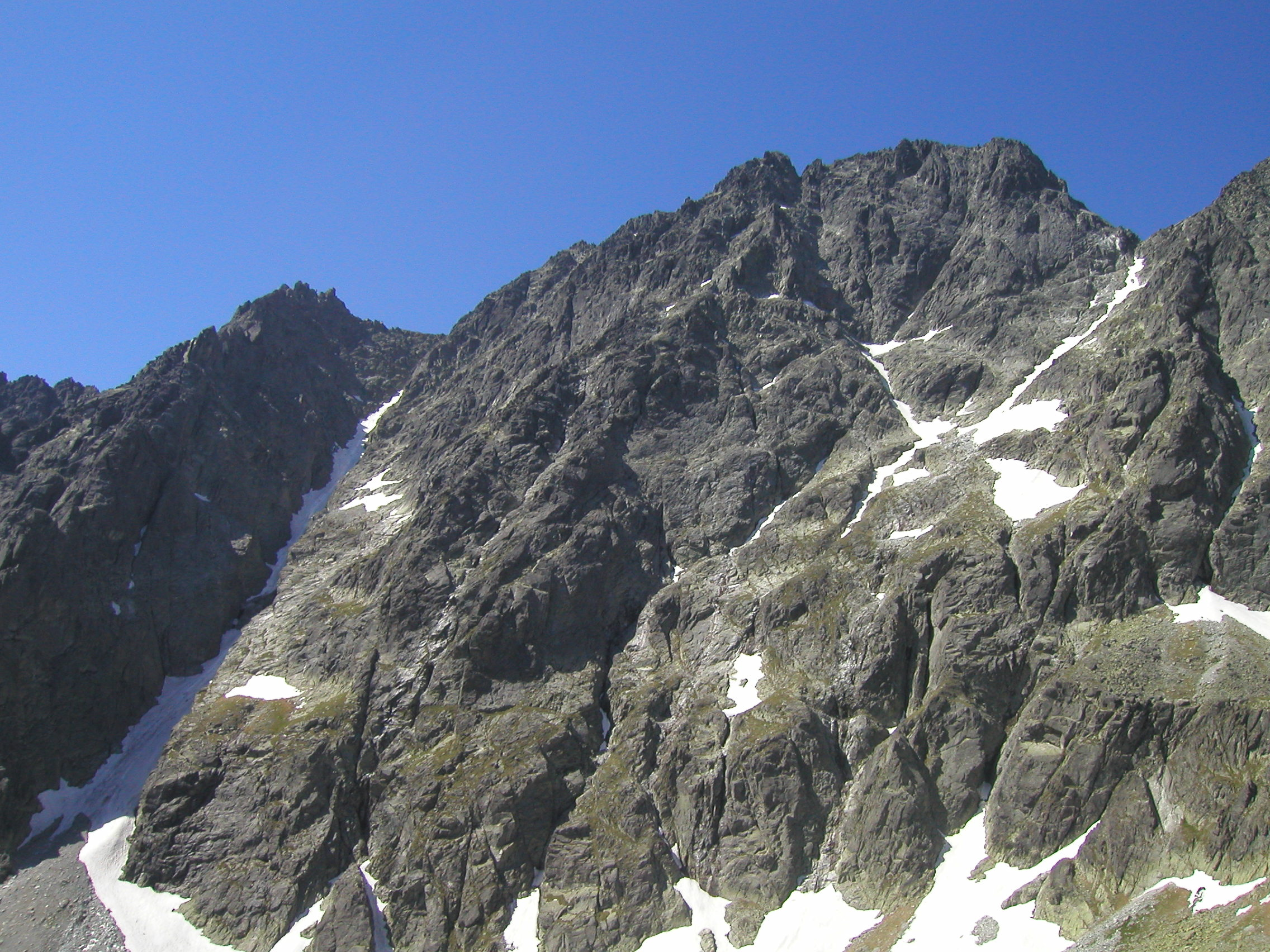
Vlevo Čertova veža, Lavínová lávka nad Krčmárovým žľabom, úplně nenápadný Kotlový štít, Gerlachovská veža a Gerlach.